# Народный артист Грузинской ССР
«Народный артист Грузинской ССР» — почётное звание, установлено 27 мая 1936 года. Присваивалось Президиумом Верховного Совета Грузинской ССР выдающимся деятелям искусства, особо отличившимся в деле развития театра, музыки и кино. Звание присваивалось, как правило, не ранее чем через пять лет после присвоения почётного звания «Заслуженный артист Грузинской ССР» или «заслуженный деятель искусств Грузинской ССР». Следующей степенью признания было присвоение звания «Народный артист СССР».
До установления статуса в 1936 году в советских республиках присваивалось звание Народный артист Республики. Статус его был неопределённым, присвоения делались и Президиумами Советов и коллегиями Наркомпроса, на уровне СССР, союзной и автономной республики. Звание было единым, без указания Республики, но списков и реестров награждённых не велось. Биографы в силу схожести статуса часто отождествляют эти звания. 
Последним награждённым в 1991 году стала певица Гвердцители, Тамара Михайловна.
С распадом Советского Союза в Грузии звание «Народный артист Грузинской ССР» было заменено званием «Народный артист Грузии», при этом за удостоенными звания  сохранились права и обязанности, предусмотренные законодательством бывших СССР и Грузинской ССР о наградах.